# 3253 Gradie
3253 Gradie eller 1982 HQ1 är en asteroid i huvudbältet som upptäcktes den 28 april 1982 av den amerikanske astronomen Edward L.G. Bowell vid Anderson Mesa Station. Den är uppkallad efter den amerikanske astronomen Jonathan C. Gradie.
Asteroiden har en diameter på ungefär 6 kilometer.